# Pacte de Benidorm
Le pacte de Benidorm (espagnol : pacto de Benidorm) est un accord passé en 1956 entre le libéral Alberto Lleras Camargo et le conservateur Laureano Gómez, représentants de leurs partis respectifs, dans le but de mettre un terme à la crise politique  qui sévit en Colombie depuis la guerre civile appelée La Violencia commencée en 1948 à la suite de l'assassinat du leader libéral Jorge Eliécer Gaitán et la prise de pouvoir du général Gustavo Rojas Pinilla en 1954.
Le pacte est conclu le 24 juillet 1956, dans la station balnéaire espagnole de Benidorm, qui donne son nom au traité.

## Nature de l'accord
L'accord constitue en une trêve qui met virtuellement fin à la guerre civile. Il reconnaît une responsabilité mutuelle des deux partis dans la grave situation politique du moment et initie la mise en place d'un système qui permettrait une répartition égalitaire du pouvoir et d'en finir avec le cycle de violence qui a marqué l'histoire colombienne depuis son indépendance. 

## Suites
Le pacte de Benidorm est postérieurement complété par les mêmes protagonistes avec le pacte de Mars, signé le 20 mars 1957, qui scelle l'alliance entre les deux partis dans l'opposition à la réélection de Rojas Pinilla pour une nouvelle période de quatre ans. 
Le 20 juillet de la même année est conclu le pacte de Sitges (es), qui établit les bases du Front national qui gouvernera la Colombie pendant seize ans.